# Agrostis virescens
Agrostis virescens är en gräsart som beskrevs av Carl Sigismund Kunth. Agrostis virescens ingår i släktet ven, och familjen gräs. Inga underarter finns listade i Catalogue of Life.